# Enno Hagenah

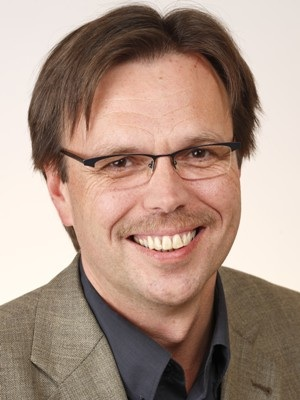
Enno Hagenah, vor 2009

Enno Hagenah (* 31. Oktober 1957 in Engelschoff) ist ein deutscher Politiker. Von 1998 bis 2013 war er Mitglied des Niedersächsischen Landtags.

## Ausbildung und Beruf
Nach dem Abitur am Gymnasium Athenaeum Stade studierte Hagenah Architektur in Hannover und schloss mit dem Diplom ab. Er ist als freiberuflicher Architekt tätig.

## Politik
Seit seinem 15. Lebensjahr war Hagenah in der Jugendarbeit aktiv. Er beteiligte sich an Bürgerinitiativen und war Gründungsmitglied zweier Wohnungsgenossenschaften. 
Seit 1990 ist er Mitglied von Bündnis 90/Die Grünen.
Von 1986 bis 1991 war er Mitglied im Bezirksrat Hannover-Herrenhausen und von 1991 bis 1998 Ratsherr der Stadt Hannover, Beigeordneter und Vorsitzender der Fraktion Bündnis 90/Die Grünen. Dem Niedersächsischen Landtag gehörte er von 1998 bis 2013 an; bei der Landtagswahl in Niedersachsen 2013 kandidierte er nicht wieder.
Im Februar 2012 wurde Enno Hagenah gemeinsam mit Doris Klawunde zum Vorsitzenden des hannoverschen Regionsverbandes der Grünen gewählt. Ab Juli 2014 war er im niedersächsischen Umweltministerium tätig und belegte dort den „Arbeitsplatz zur Koordinierung der Ministertätigkeit“.

## Sonstiges
Er ist verheiratet und hat zwei Kinder. Neben seiner politischen Tätigkeit ist Hagenah Mitglied im ADFC, im Verkehrsclub Deutschland und von radio flora.